# Arena Gudong
Arena Gudong – hala sportowa, przeznaczona do koszykówki, znajdująca się w mieście Kwangju, w Korei Południowej. W tej hali swoje mecze rozgrywa drużyna Kwangju BC. Hala może pomieścić 2 220 widzów.